# 西迪托烏伊國家公園
32°42′49″N 11°14′07″E / 32.7136°N 11.2354°E

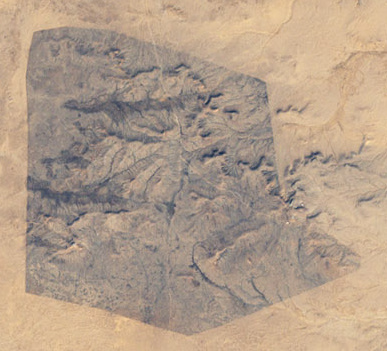

西迪托烏伊國家公園是突尼西亞的國家公園，位於該國東南部，鄰近與利比亞接壤的邊境，成立於1991年，面積63平方公里，最高點海拔高度172米。